# 한순간의 불꽃
〈한순간의 불꽃〉(一瞬の花火 잇슌노하나비[*])는 일본의 걸그룹 NGT48의 열 번째 싱글이다. 2024년 8월 28일에 유니버설 뮤직 재팬(EMI Records)에서 발매되었다. 트리플 센터 포지션은 후지사키 미유, 오오츠카 나나미, 오고에 하루카가 맡았다.

## 발매 배경
전작 〈있잖아, 아냐 별로...〉로부터 1년 만의 싱글이다. Type-A, Type-B, NGT48 Offical CD Shop 한정판으로 총 세 가지의 형태로 발매됐다.